# Weltmeisterschaften der Rhythmischen Sportgymnastik 2015

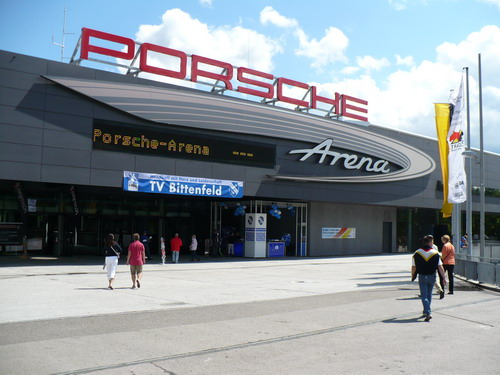
Porsche-Arena

Die 34. Weltmeisterschaften der Rhythmischen Sportgymnastik fanden vom 7. bis 13. September 2015 in der Porsche-Arena in Stuttgart statt. Die WM wurde einstimmig an die Stadt vergeben. Es nahmen 184 Einzelgymnastinnen und 24 Gruppen aus 62 Ländern teil.

## Siegerinnen
| Disziplin                  | Gold | Silber                                                                                                 | Bronze                                                                                                 |
| -------------------------- | --- | --- | --- |
| Mehrkampf-Mannschaft       | Russland Jana Kudrjawzewa Margarita Mamun Alexandra Soldatowa                                                              | Belarus Melizina Stanjuta Kazjaryna Halkina Channa Baschko Aryna Scharapa                              | Ukraine Hanna Risatdinowa Eleonora Romanowa Wiktorija Masur                                            |
| Reifen                     | Margarita Mamun | Alexandra Soldatowa                                                                                    | Hanna Risatdinowa                                                                                      |
| Ball                       | Jana Kudrjawzewa | Margarita Mamun                                                                                        | Melizina Stanjuta                                                                                      |
| Keulen                     | Jana Kudrjawzewa | Alexandra Soldatowa                                                                                    | Hanna Risatdinowa                                                                                      |
| Band                       | Jana Kudrjawzewa | Margarita Mamun                                                                                        | Hanna Risatdinowa                                                                                      |
| Mehrkampf-Einzel           | Jana Kudrjawzewa | Margarita Mamun                                                                                        | Melizina Stanjuta                                                                                      |
| Gruppe-Mehrkampf           | Russland Anastassija Maximowa Marija Tolkatschowa Anastassija Tatarewa Sofja Skomoroch Diana Borissowa Darja Kleschtschowa | Bulgarien Michaela Maewska Reneta Kamberowa Zwetelina Najdenowa Zwetelina Stojanowa Hristiana Todorowa | Spanien Alejandra Quereda Artemi Gavezou Elena López Lourdes Mohedano Sandra Aguilar                   |
| Gruppe 5 Band              | Italien Martina Centofanti Alessia Maurelli Camilla Patriarca Andreea Ștefănescu Marta Pagnini                             | Russland Anastassija Maximowa Marija Tolkatschowa Anastassija Tatarewa Sofja Skomoroch Diana Borissowa | Japan Airi Hatakeyama Mao Kunii Sakura Noshitani Sayuri Sugimoto Kiko Yokota                           |
| Gruppe 6 Keulen + 2 Reifen | Russland Anastassija Maximowa Marija Tolkatschowa Anastassija Tatarewa Sofja Skomoroch Darja Kleschtschowa                 | Italien Martina Centofanti Alessia Maurelli Sofia Lodi Andreea Ștefănescu Marta Pagnini                | Bulgarien Michaela Maewska Reneta Kamberowa Zwetelina Najdenowa Zwetelina Stojanowa Hristiana Todorowa |

### Medaillenspiegel
| Rang | Nation    | Gold | Silber | Bronze | Gesamt |
| ---- | --------- | ---- | ------ | ------ | ------ |
| 1    | Russland  | 8    | 6      | -      | 14     |
| 2    | Italien   | 1    | 1      | -      | 2      |
| 3    | Belarus   | -    | 1      | 2      | 3      |
| 4    | Bulgarien | -    | 1      | 1      | 2      |
| 5    | Ukraine   | -    | -      | 4      | 4      |
| 6    | Spanien   | -    | -      | 1      | 1      |
| 6    | Japan     | -    | -      | 1      | 1      |